# Schubertiade
La Schubertiade è un evento tenuto per celebrare la musica di Franz Schubert (1797-1828). Le Schubertiadi di oggi includono serie di concerti e festival, come la Schubertiade nel Vorarlberg.

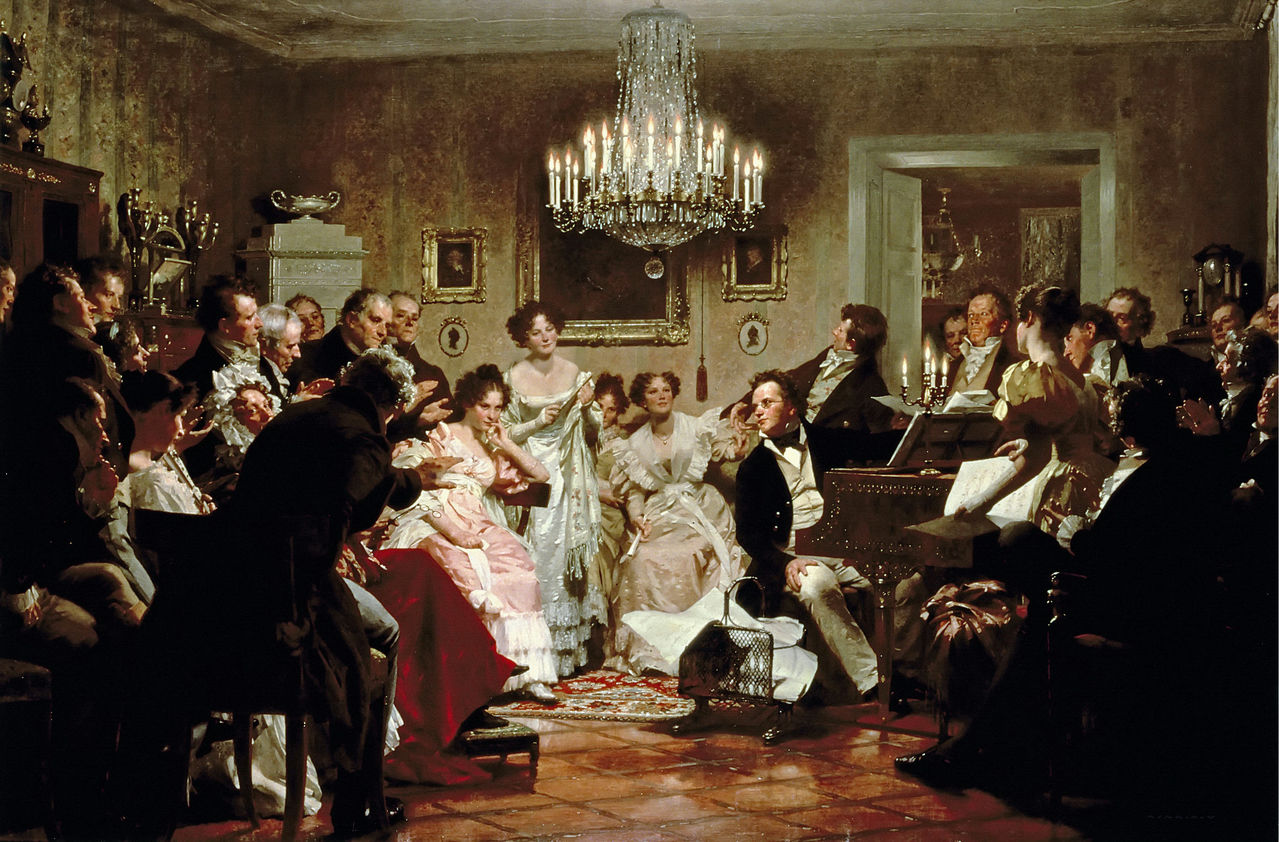
Schubertiade con Franz Schubert al pianoforte. Dipinto olio su tela di Julius Schmid (1897)

## Le Schubertiadi ai tempi di Schubert

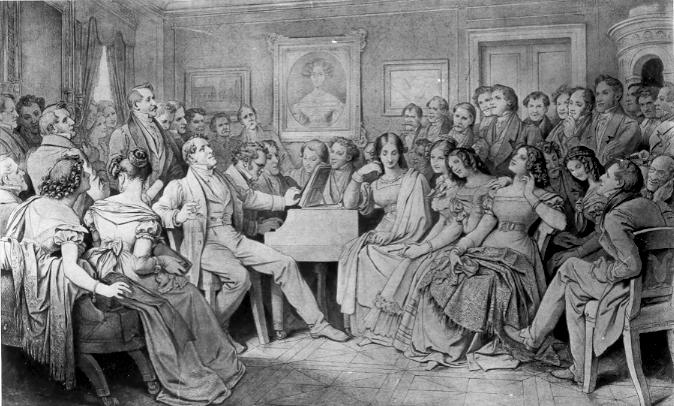
Schubertiade, disegno in seppia dell'amico di Schubert, Moritz von Schwind, (accanto a Schubert) disegnato in memoria di Franz Schubert nel 1868. Museo di Vienna, Vienna

Le Schubertiadi nascono originariamente come momenti di incontro tra il compositore austriaco Franz Schubert e una cerchia di amici e conoscenti, molti dei quali musicisti, pittori, poeti e melomani. Essi si incontravano a Vienna per conoscere e ascoltare le opere del musicista viennese e di altri compositori e poeti dell'epoca. Oltre ad esecuzioni private di natura cameristica, dove sovente Schubert cantava per gli ospiti e interpretava le sue opere al pianoforte, le schubertiadi erano caratterizzate da escursioni nella natura e da letture di opere di grandi poeti come Goethe, Heine, Schlegel.
Dalle lettere e dai diari degli amici di Schubert emerge chiaramente il percorso delle Schubertiadi. Fino alla morte di Schubert, nel 1828, si svolsero più o meno regolarmente a Vienna o in altri luoghi in cui il compositore soggiornò in Austria. Gli incontri potevano essere ristretti fra soli uomini, o anche aperti in circoli più ampi con le donne (come nella foto di Schwind).
In un dipinto del 1897, commissionato dalla città di Vienna in occasione del centesimo compleanno del compositore, si vede Schubert al pianoforte in una casa borghese viennese circondato da un pubblico vivace e rapito dalla sua musica.

Con il passare degli anni sotto l’epiteto di schubertiadi rimasero solo gli incontri viennesi organizzati per celebrare nascita e morte del compositore dalla benemerita Associazione degli Amici di Franz Schubert.

La Sala Angelika-Kauffmann di Schwarzenberg, luogo principale dei concerti.

Le Schubertiadi furono in seguito considerate tipicamente "Biedermeier". Inoltre, sono state intese come prototipo e modello storico della musica domestica borghese.

## Le Schubertiadi di oggi
Dagli anni settanta, in concomitanza con la riscoperta mondiale della straordinaria opera di Schubert, si iniziò a organizzare una Schubertiade annuale nella città austriaca di Hohenehms. Successivamente venne estesa anche a Schwarzenberg. La Schubertiade di Schwarzenberg e Hohenems è uno dei più grandi festival di Schubert con circa 80 eventi che attira dai 35.000 ai 40.000 visitatori ogni anno. Si apprezzano concerti di musica da camera, recital di pianoforte e concerti per orchestra, concerti liederistici, letture e conferenze e masterclass di artisti rinomati.